# Rodijelja
Rodijelja (cyr. Родијеља) – wieś w Czarnogórze, w gminie Bijelo Polje. W 2011 roku liczyła 68 mieszkańców.